# Beschleunigungsrennen

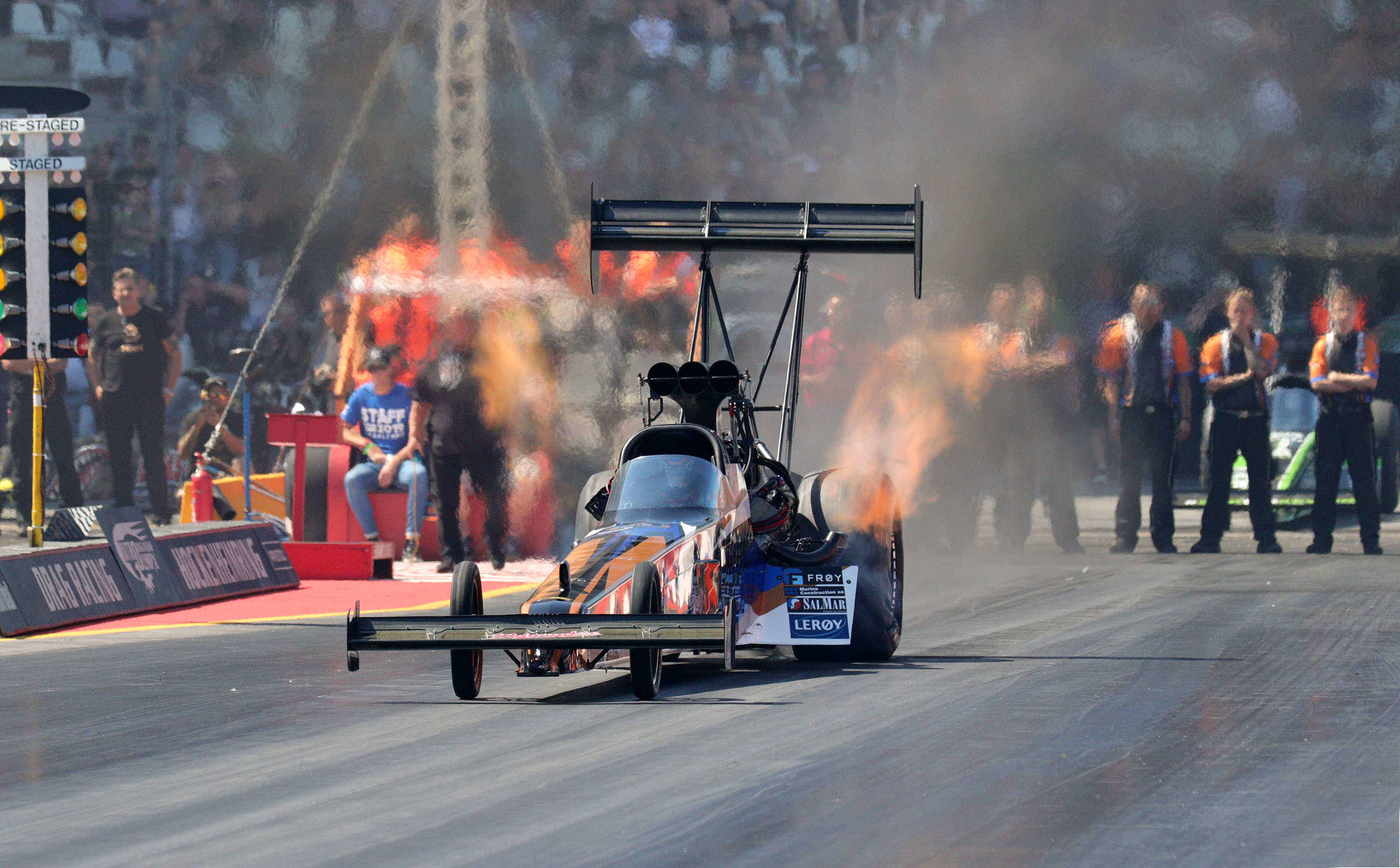
Start eines Top Fuel Dragsters bei den NitrolympX am Hockenheimring

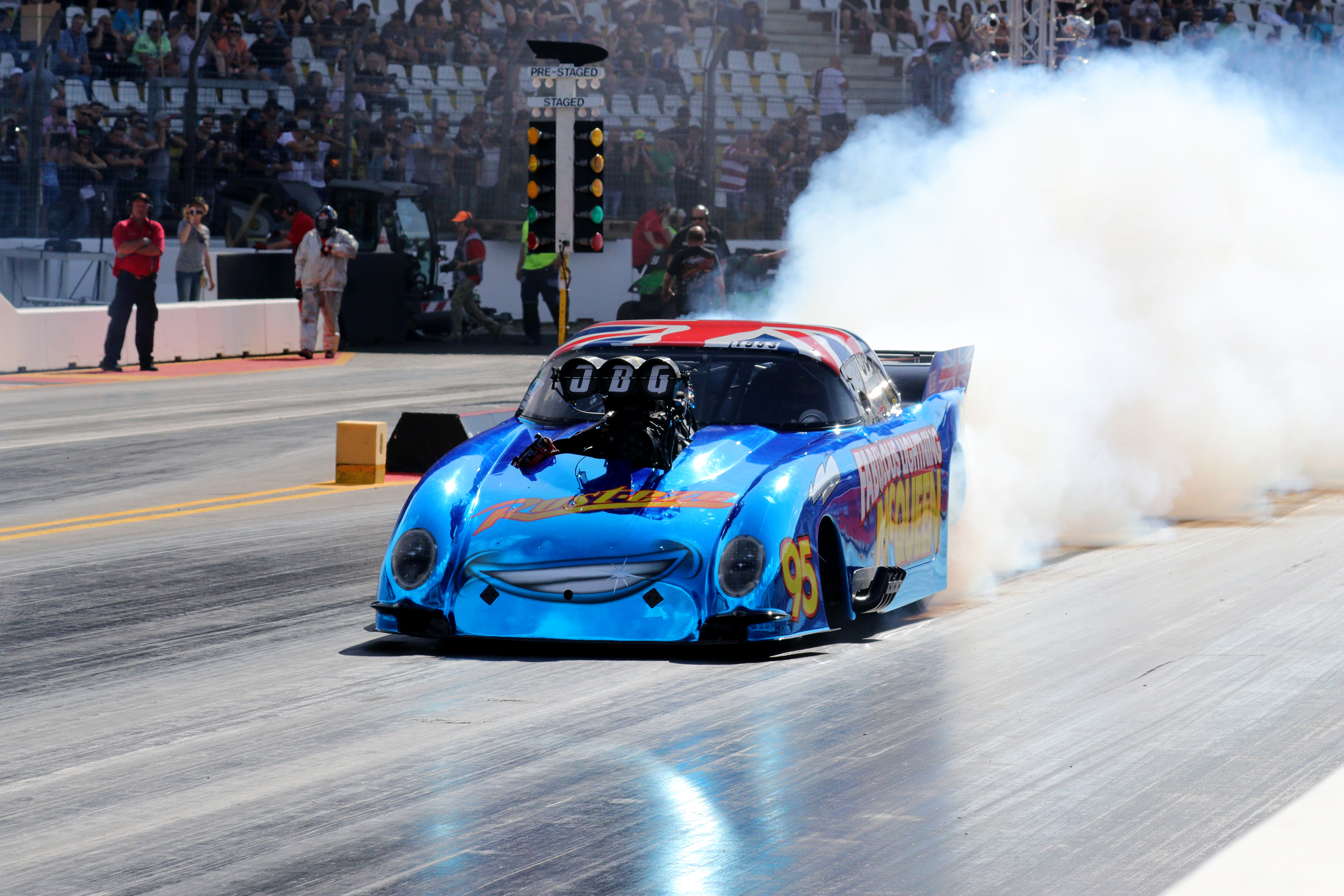
Burnout eines Pro Modified

Ein Beschleunigungsrennen, Dragsterrennen oder Drag Race ist eine Motorsportveranstaltung für Autos und Motorräder, bei der eine gerade Strecke bei stehendem Start schnellstmöglich zurückzulegen ist. Die traditionellen Renndistanzen sind die Viertelmeile (402,34 m) und die Achtelmeile (201,17 m). Die Rennen der oberen Amateurklassen sowie der Profiklassen werden mit Dragstern und Drag Bikes bestritten, die bis zu einigen tausend PS bzw. kW leisten. Die Reaktionsschnelligkeit der Fahrer sowie ihre Fähigkeit, die enorme Leistung der Dragster auf den speziell präparierten Drag Strip zu bringen, entscheiden über Sieg oder Niederlage.

## Geschichte

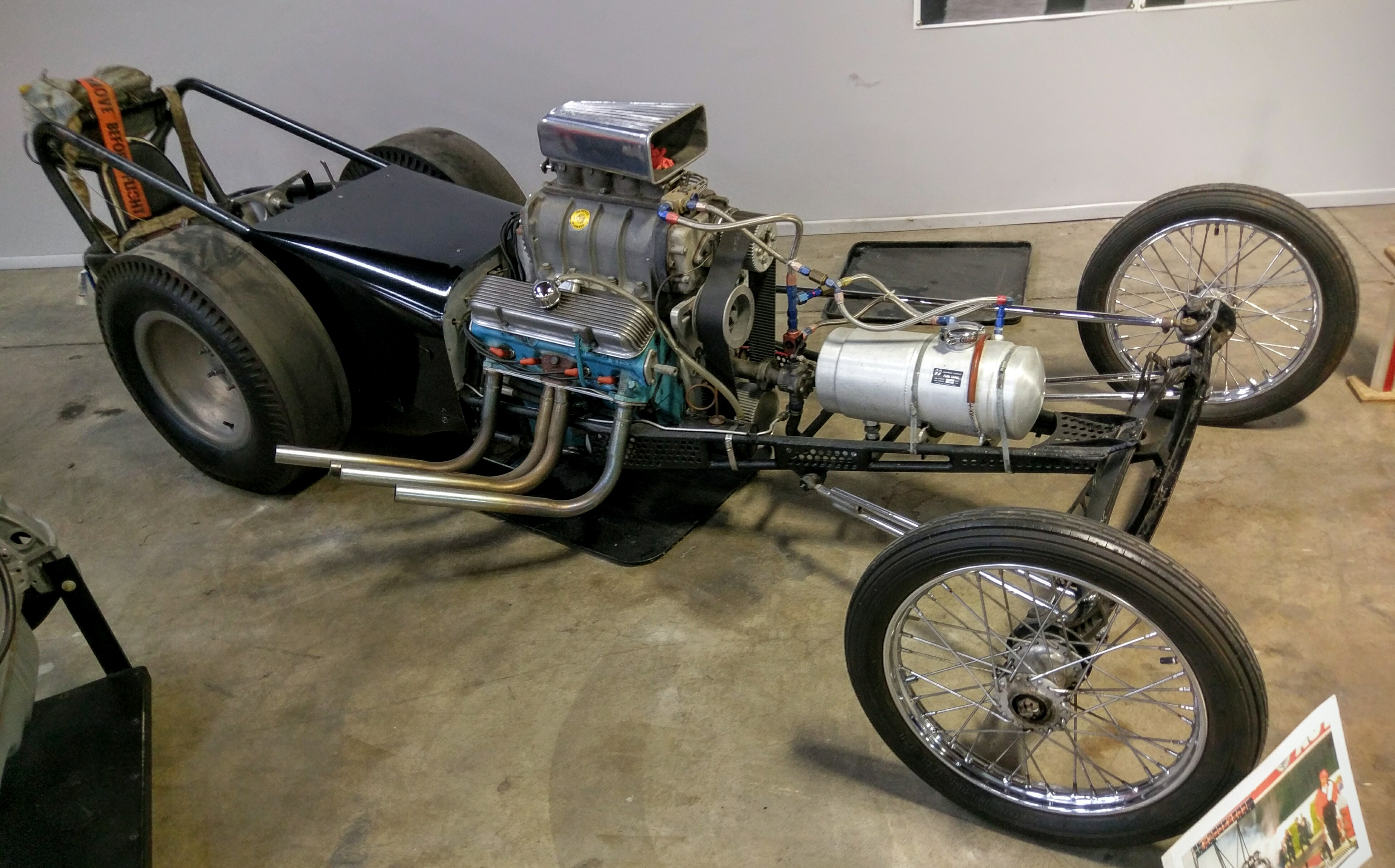
1958er Fuel Dragster

Die Anfänge der Beschleunigungsrennen liegen in den ersten Jahren nach dem Zweiten Weltkrieg. Zu dieser Zeit kam es bei Jugendlichen in den USA in Mode, sich mit frisierten Autos illegale Straßenrennen zu liefern. In Filmen wie … denn sie wissen nicht, was sie tun oder American Graffiti wird dieses Thema aufgegriffen. Üblicherweise fuhren zwei Fahrzeuge gleichzeitig an einer Ampel los und beschleunigten bis zu einem vereinbarten Ziel, etwa der nächsten Ampel oder dem Ende des Häuserblocks. Die Wettkämpfe wurden alsbald in legalem Rahmen veranstaltet und vor allem auf Flugplätze verlegt, die nach dem Ende des Krieges in großer Zahl zur Verfügung standen. In Südkalifornien wurden auch ausgetrocknete Salzseen als Rennstrecken genutzt. Die erste speziell auf Beschleunigungsrennen ausgelegte Rennstrecke wurde 1950 auf einem alten Flughafen in Santa Ana in Kalifornien eröffnet.

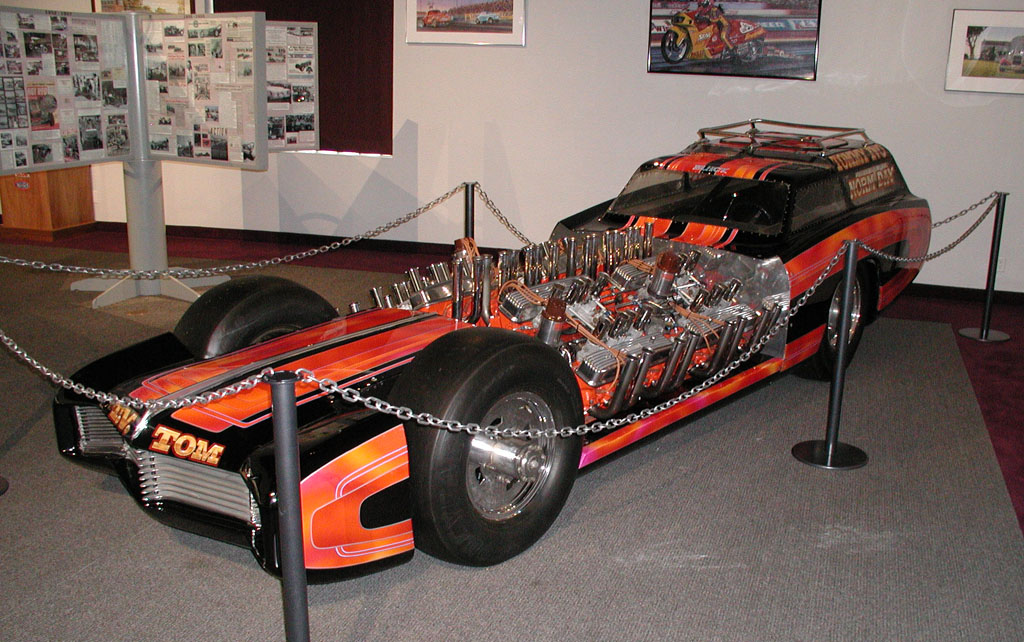
Der „Showboat“-Dragster (hier mit einer später angepassten Verkleidung): Der Dragster hatte 4 Motoren und Allradantrieb (Zwei Motoren für die Vorder- und zwei für die Hinterachse)

Zum Einsatz kamen dabei bevorzugt billige und leichte Vorkriegsmodelle wie das Ford Modell A. Um das Gewicht zu reduzieren, wurden alle Karosserieteile, die nicht unbedingt nötig waren, wie etwa Kotflügel, Motorhaube oder Verdeck entfernt. Der Motor wurde leistungsgesteigert oder gleich durch ein modernes V8-Aggregat ersetzt. In dieser Zeit wurden auch Versuche mit mehreren Motoren in einem Dragster unternommen, die aber bis auf wenige Ausnahmen (z. B. der „Showboat“-Dragster von Tommy Ivo) nicht erfolgreich waren. Angelehnt an diese als Hot Rod bezeichneten „heißen Pleuel“ wurde 1951 in Kalifornien die National Hot Rod Association (NHRA) gegründet, die seitdem die größte Organisation im Drag Racing ist. Die zweitgrößte Organisation im amerikanischen Drag Racing ist die International Hot Rod Association (IHRA) mit etwa einem Drittel der Größe der NHRA.
Von den späten 1950er bis in die 1970er Jahre wurden Muscle-Cars in den USA direkt ab Werk auf die Viertelmeile abgestimmt. Die bekanntesten Vertreter sind der 1969er Dodge Charger, der 1970er Plymouth Hemi Cuda und der 1969er Chevrolet Camaro Yenko. Letzterer hielt über Jahre den Viertelmeilen-Rekord mit 11,82 Sekunden. Damit ist er auf der Viertelmeile der schnellste serienmäßige Wagen. Selbst die 1970er Chevrolet Chevelle SS mit dem bis dahin größten Serienmotor von Chevrolet mit 7,4 Litern Hubraum (454 CID) und 450 PS (331 kW) war nicht in der Lage, den Camaro zu unterbieten.

### Entwicklung in Europa
Nach dem Zweiten Weltkrieg verbreitete sich der Sport durch die in den verschiedenen Ländern stationierten US-Soldaten auch in Europa. Als „Wiege des europäischen Drag Racing“ wird allgemein der Santa Pod Raceway in der Nähe von Wellingborough in England angesehen. Auf dieser aus dem WWII stammenden Airbase fanden ab Ostern 1966 die ersten Rennen statt. Seit diesem Zeitpunkt wird die Anlage kontinuierlich ausgebaut und ist seit vielen Jahren Austragungsort von Läufen zur FIA- und FIM Drag Racing Europameisterschaft. Parallel dazu entwickelte sich in Schweden und Finnland eine sehr starke Szene.

### Drag Racing in Deutschland
Ab Mitte der 1960er Jahre plante ein kleiner Kreis von in Deutschland stationierten GIs als Freizeitvergnügen einige Rennen durchzuführen. Auf den damals aktiven US-Stützpunkten in Ramstein (ab 1965), Hanau/Erlensee und Giebelstadt fanden die ersten Rennen statt. Nach der deutschen Wiedervereinigung ergab sich die Möglichkeit, mehrere, von der Baustruktur her geeignete ehemalige Anlagen der Nationalen Volksarmee und der sowjetischen Streitkräfte zu nutzen. Die Strecken in Alteno (bekannt als MZA Luckau), Groß Dölln und Wittstock waren ab Mitte der 1990er Jahre Austragungsort mehrerer Veranstaltungen, konnten sich aber wegen fehlender Rentabilität nicht behaupten.
Drag Racing hat es in Deutschland nie über den Status einer Randsportart hinausgeschafft, eine Ausnahmestellung nehmen hier die NitrOlympX ein, eine Veranstaltung die seit 1986 alljährlich auf dem Hockenheimring (auf einem extra gebauten, speziell präparierten Streckenabschnitt, der Rico Anthes Quartermile) ausgetragen wird und durch die Austragung von Läufen zur FIA- und FIM Drag Racing Europameisterschaft, sowie ein breit gefächertes Rahmenprogramm auch international Beachtung findet.

## Wettkampf

### Reglement
Das technische Regelwerk im Drag Racing stellt sich für den Außenstehenden im ersten Moment als kompliziert dar, da, anders als z. B. im Formelsport, wo die Fahrzeuge denselben Hubraum (oft auch den gleichen Motor) oder andere identische Spezifikationen aufweisen, beim Drag Racing sehr oft die unterschiedlichsten Konzepte auf einen „gemeinsamen Nenner“ gebracht werden müssen. Die jeweils aktuellen Versionen sind auf den Webseiten des DMSB, der FIA und der FIM online abrufbar.
Bedeutend einfacher gestaltet sich der sportliche Ablauf: Zwei gehen rein – Einer kommt raus – Nachdem in mehreren Qualifikationsrunden (bei denen nur die reine Laufzeit gewertet wird) eine Rangliste erstellt wurde, treten am eigentlichen Renntag (Eliminations) die Fahrer im K.-o.-System gegeneinander an. Die jeweiligen Paarungen werden in Flow Charts (auch Ladders / Leitern) festgelegt. Es tritt der Schnellste gegen den Letzten an, der Zweitschnellste gegen den Vorletzten usw. Anders als in der Qualifikation wird hier die Reaktionszeit an der Ampel zur (Netto-)Laufzeit hinzugezählt. Dies fügt der rein technischen Komponente den Aspekt des fahrerischen Know-how hinzu, das oftmals das Resultat bestimmt. Die jeweiligen Sieger treffen in der nächsten Runde aufeinander, bis im Finale der Tages-/Eventsieger ermittelt wird.

#### Amateurklassen
Die Regeln für die Amateurklassen bzw. Sportsman-Klassen werden vom DMSB festgelegt. Die Amateurklassen umfassen ein breites Spektrum von Fahrzeugen, vom straßenzugelassenen Serienfahrzeug bis hin zum speziell für das Drag Racing konstruierten Rennwagen. Um einer immer stärkeren Aufrüstung der Fahrzeuge entgegenzuwirken und um die Kosten zu begrenzen, wird in den meisten Klassen nach einem Zeitindex gefahren. Die Fahrer müssen versuchen, möglichst nahe an die vorgegebene Zeit heranzukommen. Eine Unterschreitung des Indexes führt zur Disqualifikation. So werden auch Rennläufe zwischen unterschiedlich starken Fahrzeugen ermöglicht. Häufig muss der Fahrer vor dem Ziel vom Gas gehen, um den Index nicht zu unterschreiten. Ausschlaggebend ist dann mehr das Können des Fahrers und weniger die Motorleistung seines Fahrzeuges. Bei den Bracket-Rennen startet das langsamere Fahrzeug jeweils soviel früher, dass das leistungsstärkere Fahrzeug das leistungsschwächere an der Ziellinie gerade einholen kann.

#### Profiklassen
Im Jahre 1997 führte die FIA eine europäische Drag Racing-Meisterschaft für die Klassen Top Fuel Dragster, Top Methanol (seit 2017 für Dragster und Funny Cars gemeinsam), Pro Modified und Pro Stock ein. Zu diesem Zweck kooperiert die FIA mit der amerikanischen NHRA und übernahm deren Wettkampfregeln sowie die technischen Bestimmungen. Die klassische Distanz für Dragsterrennen beträgt eine viertel Meile, was 402,34 m entspricht. 2012 wurde von der FIA speziell für die Klasse Top Fuel die NHRA-Regel übernommen, die aus Sicherheitsgründen eine verkürzte Renndistanz von 1000 Fuß (304,80 m) vorschreibt. Direkt an die eigentliche Strecke schließt die Auslaufzone an, deren Länge bei FIA-zertifizierte Strecken gegenwärtig mindestens 650 Meter betragen muss. Wo keine Gerade dieser Länge zur Verfügung steht oder nur leistungsschwächere Fahrzeuge antreten, begnügt man sich oft auch mit der halben Distanz von einer Achtelmeile, entsprechend 201,17 m. In der Regel treten zwei Fahrer gegeneinander an. Gemäß den Zeiten (Elapsed Time, ET) in den Qualifikationsläufen werden die Paarungen für die Ausscheidungsläufe festgelegt, die dann im K.-o.-System ausgefahren werden. Die Reaktions-Zwischen- und Endzeiten werden mit Hilfe mehrerer Lichtschranken für jede Bahn separat gemessen. Insbesondere auch die Reaktionszeit am Start entscheidet oft über Sieg oder Niederlage.

### Rennablauf
Das Rennen beginnt mit dem Burnout. Die Fahrer geben kurz Vollgas, wodurch die Räder durchdrehen und auf die optimale Betriebstemperatur gebracht werden. Darauf folgt das Staging, das Einnehmen der Startposition. Zwei durch Lichtschranken gesteuerte weiße Lampen zeigen die Position des Fahrzeugs an. Haben beide Rennwagen die korrekte Position erreicht, leuchten drei gelbe Lampen der Startampel auf, je nach Klasse nacheinander oder gleichzeitig. Dann erfolgt nach einer zufälligen Zeitspanne oder durch den Rennleiter die Startfreigabe durch eine grüne Lampe.

### Zeitmessung
Von der Zeit, die vergeht, bis die Fahrzeugfront die Startlinie quert, werden je nach Klasse 0,500 oder 0,400 Sekunden als Reaktionszeit (Reaction Time, RT) abgezogen, so dass das Optimum eine RT von 0,000 Sekunden ist. Hat der Wagen die Startlinie früher gequert, wird davon ausgegangen, dass der Fahrer nicht auf das grüne Licht reagiert hat, wozu ein Mensch mindestens drei Zehntelsekunden braucht, sondern auf Verdacht losgefahren ist. Dies wird mit einer Disqualifikation geahndet und durch eine rote Lampe angezeigt. Die erste Zwischenzeitmessung zu Informationszwecken (Time Slip, Zeitzettel) erfolgt nach 60 Fuß, entsprechend etwa 18 Metern. Diesen Punkt erreichen die Dragster der Pro-Klassen in weniger als einer Sekunde und sind dann bereits über 100 mph (161 km/h) schnell. Eine weitere Messung von Zeit und Geschwindigkeit erfolgt typischerweise in der Streckenmitte. Der Sieger wird den Zuschauern im Startbereich auf einer Anzeigetafel eingeblendet. Zudem werden die vom Überfahren der Startlinie bis zum Erreichen der Ziellinie verstrichene Zeit (Elapsed Time, ET) und die Endgeschwindigkeit angezeigt. Entscheidend für den Sieg ist die Summe von Reaction Time und Elapsed Time. Man spricht von einem Hole Shot, wenn durch eine schnelle Reaktionszeit ein auf der Strecke schnellerer Gegner besiegt wurde.

### Der „Time slip“

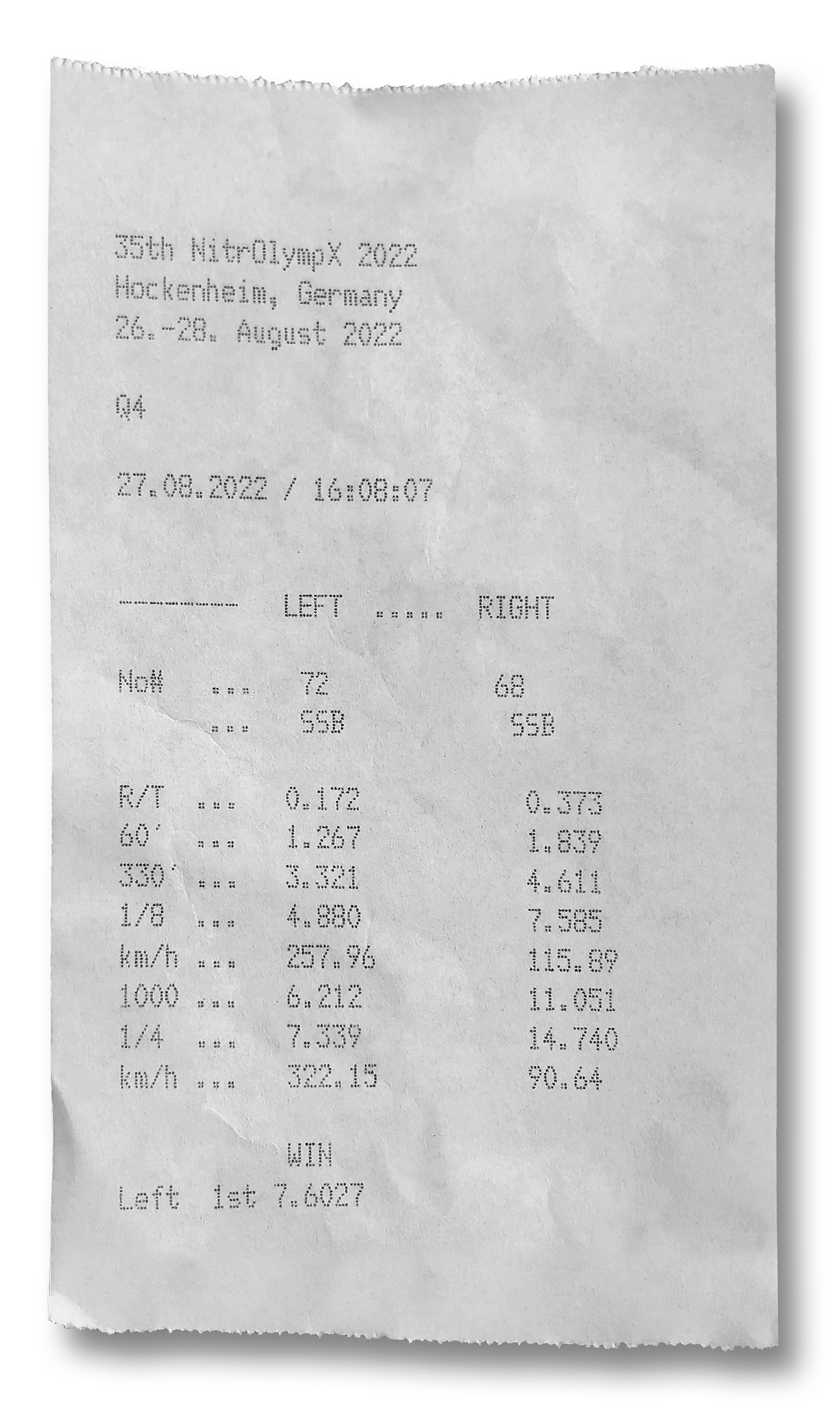
„Time slip“ Der FIM-Klasse SSB (Super Street Bike), der den aktuellen deutschen Klassenrekord (Stand 2022) von Clemens „Wally“ Walleit / Berlin dokumentiert.

Beim sogenannten „Time slip“ (dt.: etwa „Zeiten-Zettel“) handelt es sich um einen Computerausdruck mit den wichtigsten Informationen eines absolvierten Rennlaufs beim Drag Racing. Neben den reinen Informationen zum Lauf (Qualifikation o. Ausscheidungslauf / Sieg o. Niederlage) enthält er wichtige Daten (wie zum Beispiel Zwischenzeiten und Geschwindigkeiten an bestimmten Messpunkten), die den Teams bei der Abstimmung auf den nächsten Lauf helfen können. Zwar ist mit der steigenden Verwendung von individuellem Data Recording (vor allem bei den Pro-Klassen) dieser Aspekt etwas in den Hintergrund getreten, aber im unteren Sportsmann-Bereich (sog. Weekend-Racer) ist er immer noch eine wichtige Komponente.
In der Frühzeit des Drag Racing, als die Zeiten noch handgestoppt wurden, wurden die Time slips von Hand ausgefüllt.
Am Beispiel des nebenstehenden Fotos, eine Zusammenfassung der wichtigsten Informationen:
- Zuerst die Veranstaltungsinformationen (mit Ort und Datum)
- Es folgt die individuelle Lauf-Info: Hier „Q4“ (Qualifikationsrunde 4) mit Datum und Uhrzeit.
- Ab Hier ist der Ausdruck für die beiden Teilnehmer zweispaltig: LEFT und RIGHT
- Die nächsten zwei Zeilen geben die Startnummer und die jeweilige Rennklasse (hier SSB) an
- Es folgt der Block mit den technischen Daten (Zeiten und Geschwindigkeiten), für jeden Fahrer (auf ihrer jeweiligen Bahn):
- R/T: Die reine Reaktionszeit, des Fahrers, die zwischen Aufleuchten von Grün und dem Überqueren der Startlinie vergeht (In Qualifikationsläufen nicht von Bedeutung).
- 60′: (18,2 Meter) eine erste Zwischenzeit, die dem Fahrer Informationen über die Traktion unmittelbar am Start gibt.
- 330′: (100,5 Meter) eine weitere Zwischenzeit (die „Hälfte der Halb-Distanz“).
- 1/8: (201,16 Meter) Ist eine wichtige Zeit-Marke, da über diese Halb-Distanz die sog. Achtelmeilen-Rennen ausgetragen werden.
- km/h: die zum vorherigen Zeit-Messpunkt gehörige Geschwindigkeit.
- 1000′: (304,8 Meter) Diese Marke ist die, aus Sicherheitsgründen verkürzte Renndistanz für die Klasse Top Fuel.
- 1/4: (1320 Feet / 402,32 Meter) das ist „die klassische Quartermile-Distanz“: die, hier erreichten Zeiten (reine Laufzeit) gelten im weltweiten Drag Racing (mit Ausnahme TF) als Referenz.
- km/h: die am Letzten Zeit-Messpunkt erzielte Geschwindigkeit, die aber keine Bedeutung für das Rennergebnis hat (im Englischen gut umschrieben mit: The winner is the quickest – not the fastest…)
- Der letzte Punkt WIN dokumentiert den Zeitvorsprung (Addition von Reaktionszeit und reiner Laufzeit) des Siegers – gegenüber dem Resultat des Verlierers. Anmerkung: bei diesem Time Slip ist die Differenz ungewöhnlich hoch, da der Verlierer nicht auf die Ampel geachtet hat, und den Lauf spätestens nach 330' abgebrochen hat. In den Ausscheidungsläufen (engl.: „Eliminations“) liegt dieser Wert sehr oft im Bereich von Hundertstel, oder sogar Tausendstel-Sekunden.[5]

## Amateurklassen

### Junior Dragster
Die Klasse Junior Dragster (JD) dient in erster Linie der Nachwuchsförderung und einem ersten Heranführen an die Thematik des Sports. Sie ist in mehrere Unterkategorien unterteilt, die das Alter der Piloten (zwischen 5 und 17 Jahren) und die Leistung der Motoren in Relation bringen. Die Maschinen leisten bis zu 35 PS und erreichen teilweise über 120 km/h. Ein Zeit-Handicap sorgt für Chancengleichheit bei den Rennen. Die besten Fahrer erzielen an der Startampel Reaktionszeiten, die im niedrigen Tausendstelbereich liegen.
Die Juniorklassen fahren Rennen bis zu einer Achtelmeile (201 Meter), aber einige Klassen, vor allem auf Achtelmeilen-Strecken, umfassen auch Rennen bis zu einer Sechzehntelmeile (100,5 Meter). Das NHRA-Regelwerk enthält Zeitlimits für beide Klassen. Fahrer können ab fünf Jahren starten, dürfen die Achtelmeile aber nur einzeln fahren und die Strecke muss länger als 20 Sekunden sein. Für Fahrer im Alter von 6–7 Jahren ist eine Zeit von 13,90 Sekunden vorgeschrieben, für 8–9 Jahre 11,90 Sekunden, für 10–12 Jahre 8,90 Sekunden und für 13–17 Jahre 7,90 Sekunden. Die NHRA erlaubt Eltern, an einer Meisterklasse für Jr Dragster teilzunehmen, um ein Auto für ihr Kind zu testen.

### Public Race, Modified Public, Street Eliminator
In der Klasse Public Race können die Teilnehmer mit Serienfahrzeugen antreten, die auf der Viertelmeile schneller als 16,50 s aber langsamer als 11,99 s sind. An der Ziellinie erreichen die Fahrer Geschwindigkeiten bis zu 180 km/h. In dieser Klasse können auch Zuschauer mit ihren Wagen antreten. Die Klasse Modified Public ist reserviert für modifizierte Serienfahrzeuge, die schneller als 12,00 s, aber langsamer als 10,90 s sind. Motor und Fahrwerk dürfen in beiden Klassen modifiziert werden, die Änderungen müssen jedoch im Fahrzeugschein dokumentiert sein. Im Rennen sind Rennreifen erlaubt, deren ungewohnte Haftung auf der griffigen Piste bei manchen eine Schwachstelle in der Kraftübertragung offenlegt. Der Klassiker im Amateurbereich ist das Duell von großvolumigen US-amerikanischen Muscle Cars gegen den leichten, mit Porsche-Teilen und Turbolader aufgerüsteten VW Käfer und japanische Sportwagen wie Nissan Skyline und Toyota Supra. Fahrzeuge mit Frontantrieb haben konstruktionsbedingt Nachteile beim Start, können dies bis zum Ziel aber oft wettmachen. Die 10 Sekunden-Klasse für Wagen mit über 1.000 PS wird bei den NitrolympX auf dem Hockenheimring seit einigen Jahren nicht mehr ausgetragen. In Deutschland haben sich Fahrer in einer selbst organisierten Street Eliminator-Serie zusammengeschlossen.

### Die Super-Klassen (Comp, Gas, Street) oder Rod-Klassen (Quick, Super, Hot)
In den Klassen Super Street, Super Gas und Super Comp sind weitreichende Modifikationen an Motor und Karosserie erlaubt. Auch reine Rennwagen kommen zum Einsatz. Für diese Klassen werden Zeitindizes von 10,90 s (6,90 s für Achtelmeilen / 201 m) (Super Street oder Hot Rod), 9,90 s (6,30 s für Achtelmeilen / 201 m) (Super Gas oder Super Rod) und 8,90 s / (5,70 s für Achtelmeilen / 201 m) (Super Comp oder Quick Rod) für die Viertelmeile vorgegeben. Die Fahrer müssen im Rennen versuchen, möglichst nahe an die vorgegebene Zeit heranzukommen. Eine Unterschreitung des Zeitindexes führt zur Disqualifikation, wodurch ein Wettrüsten verhindert wird.
Wenn beide Autos schneller als die Maximalzeit sind (Ausbruch), gewinnt das Auto, das näher an der Maximalzeit ist. Liegen beide Autos gleich weit von der Maximalzeit entfernt, gewinnt das Auto, das zuerst die Ziellinie überquert. Laut Regel ist ein Ausbruch das mildeste Vergehen, das zur Disqualifikation führt. Ein Fehlstart, das Überfahren der Begrenzungslinie oder das Anstoßen an Zeitmessblöcken, das Nichtbestehen einer Inspektion und das Verlassen des Fahrzeugs vor Aktivierung des Startsystems sind schlimmere Verstöße. Für manche Kategorien gelten Sonderregeln, nach denen Autos oder Fahrer je nach Fahrerlizenz (in Jugendkategorien fährt ein Fahrer mit einer Lizenz für 11,90 Sekunden 11,49 Sekunden oder schneller) oder Chassis (mehr als 9,99 Sekunden in einem für 10,00 Sekunden oder langsamer zertifizierten Chassis) einen absoluten Grenzwert nicht überschreiten dürfen. Ein absoluter Ausbruch führt automatisch zur Disqualifikation und hat Vorrang vor Verstößen wie Fehlstarts, Begrenzungslinien und Verlassen des Fahrzeugs vor Aktivierung des Startsystems.
Jeder Automotor ist als Antrieb erlaubt, zwecks Aufladung können Turbolader und Roots-Typ-Kompressoren eingesetzt werden. Die Motoren dürfen mit Benzin, Benzin-Alkohol-Gemisch, Methanol oder Lachgas betrieben werden. Das Mindestgewicht der Rennwagen ist abhängig von der Klasse und von der Zylinderzahl. Je höher die Klasse, desto geringer das Mindestgewicht, je höher die Zylinderzahl, desto höher das Mindestgewicht. In den Klassen Super Street und Super Gas treten die Fahrer mit modifizierten Straßenfahrzeugen oder Roadstern an, in der Klasse Super Comp mit speziell konstruierten Dragstern.
Einige Rennstrecken, die nicht den NHRA- oder FIA-Regeln folgen, verwenden aufgrund der Lizenzierung durch die NHRA die Bezeichnung „Rod“ anstelle von „Super“.

### ProET, Super ProET
In diesen beiden, am weitest verbreiteten, Klassen sind umfangreiche Modifikationen erlaubt. In der Klasse Pro ET (PET) starten Fahrzeuge, welche die Viertelmeile zwischen 9,00 und 11,99 s fahren. Die Klasse Super Pro ET (SPET) ist für schnellere Fahrzeuge vorgesehen, die von 6,00 bis 8,99 s für die Viertelmeile benötigen. Im Unterschied zu den zuvor genannten Klassen, bestimmt hier jeder Teilnehmer seinen eigenen persönlichen Index selbst, der jeweils vor den Renndurchläufen an die Zeitnehmung weitergegeben werden muss. Außerdem wird bei den Ausscheidungsläufen (Elimination) zeitversetzt, im so genannten „Handicap-Start“ gestartet. Das heißt, dass der langsamere Gegner an der Startampel die Zeitdifferenz zwischen den beiden Indizes als Vorsprung bekommt. Wenn beide Gegner mit genau ihrer Indexzeit die Viertelmeile fahren, müssten sie gleichzeitig durch das Ziel fahren, jedoch entscheidet über den Sieg oft auch die Reaktionszeit. Ein unterbieten des eigenen Index (break-out) führt im Eliminationslauf zur Disqualifizierung.

### Competition Eliminator
Die höchste Amateurklasse ist Competition Eliminator. Hier hat jedes Fahrzeug einen individuellen Index auf Basis verschiedener Parameter wie Hubraum, Gewicht, Treibstoff oder Aufladungstechnik. Im Gegensatz zu anderen Index-Klassen besteht hier das Ziel darin, den eigenen Index möglichst weit zu unterschreiten. Es sind sämtliche Bauarten von Fahrzeugen erlaubt, Dragster, Doorslammer als auch Roadster. Die Dragster ähneln mit ihrem langen Radstand den Dragstern der Profi-Teams, während die sogenannten Altereds mit einer speziell angefertigten oder stark modifizierten Karosserie aufwarten. Das Mindestgewicht der Dragster beträgt für V8-Motoren 612 kg, für 6-Zylinder-Motoren 454 kg und für 4-Zylinder-Motoren 386 kg. Die Mindestgewichte der Altereds sind um einige hundert Kilogramm höher. Eine typische Motorisierung ist etwa ein aufgeladener V8-Motor mit 4,6 l Hubraum. Die stärksten Fahrzeuge leisten bis zu 1500 PS. Aufgrund des vergleichsweise geringen Gewichtes sind in dieser Klasse Viertelmeilenzeiten unter sieben Sekunden möglich, wobei über 300 km/h erreicht werden. Im Amateurbereich stellt diese Rennklasse die höchsten Anforderungen an Material und Technik sowie auch an die finanzielle Ausstattung der Teams. Motoren, Fahrwerk und die restliche Technik werden bis aufs Äußerste belastet, was in den Rennen nicht selten zu kapitalen Motorschäden führt.
Um zu verhindern, dass Fahrer andere Fahrer übervorteilen, gelten in dieser Gruppe klassenbezogene Indexregeln. Fahrer, die die offizielle Klassenzeit um −0,710 Sekunden oder mehr unterbieten, erhalten nachträglich eine Anpassung der Klassenindexzeit. Bei regulären lokalen Meisterschaftsveranstaltungen (nicht kontinental oder national) kann das Unterschreiten der Minimalzeit zur Disqualifikation führen.

### Galerie Amateurklassen

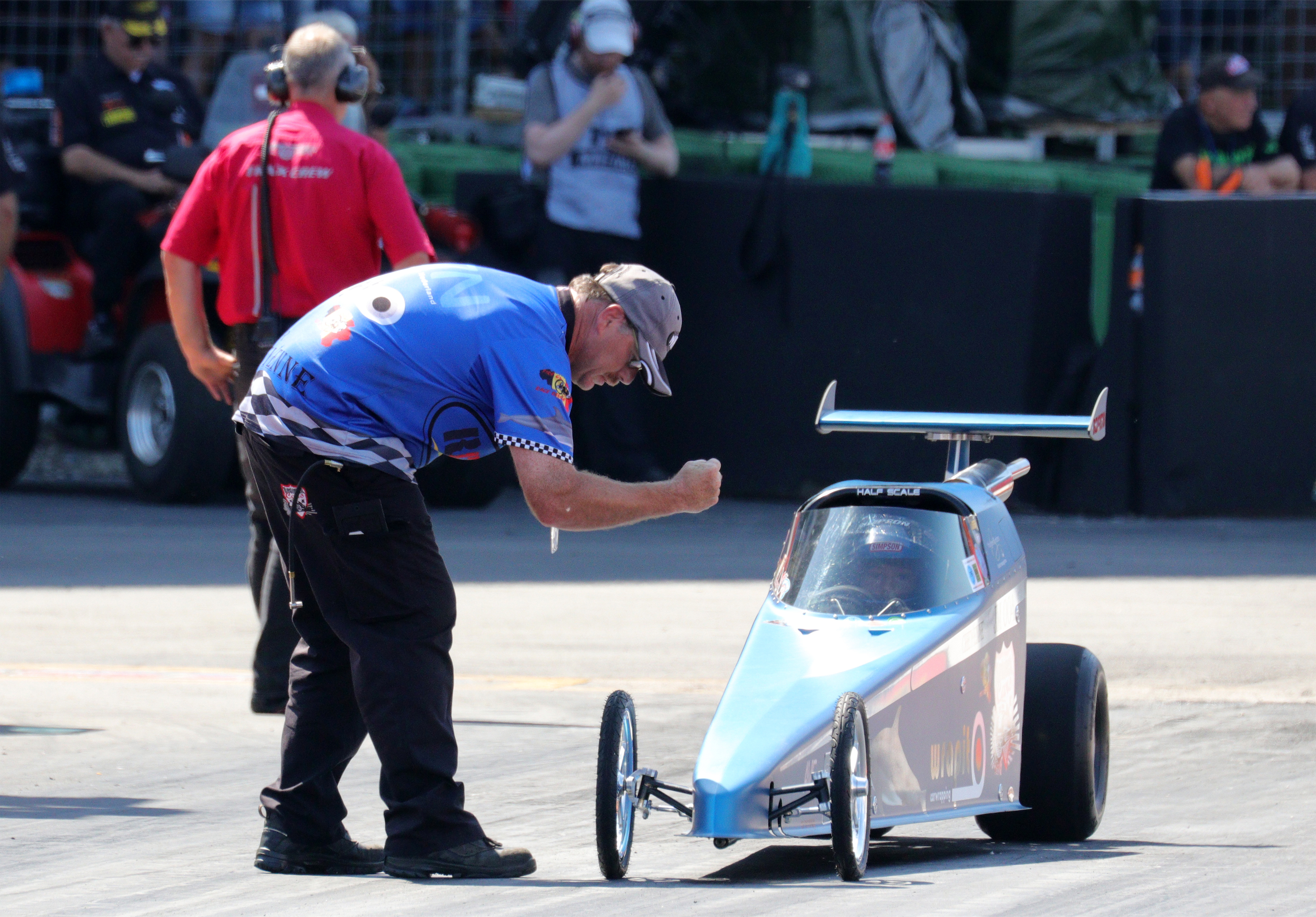
Junior Dragster
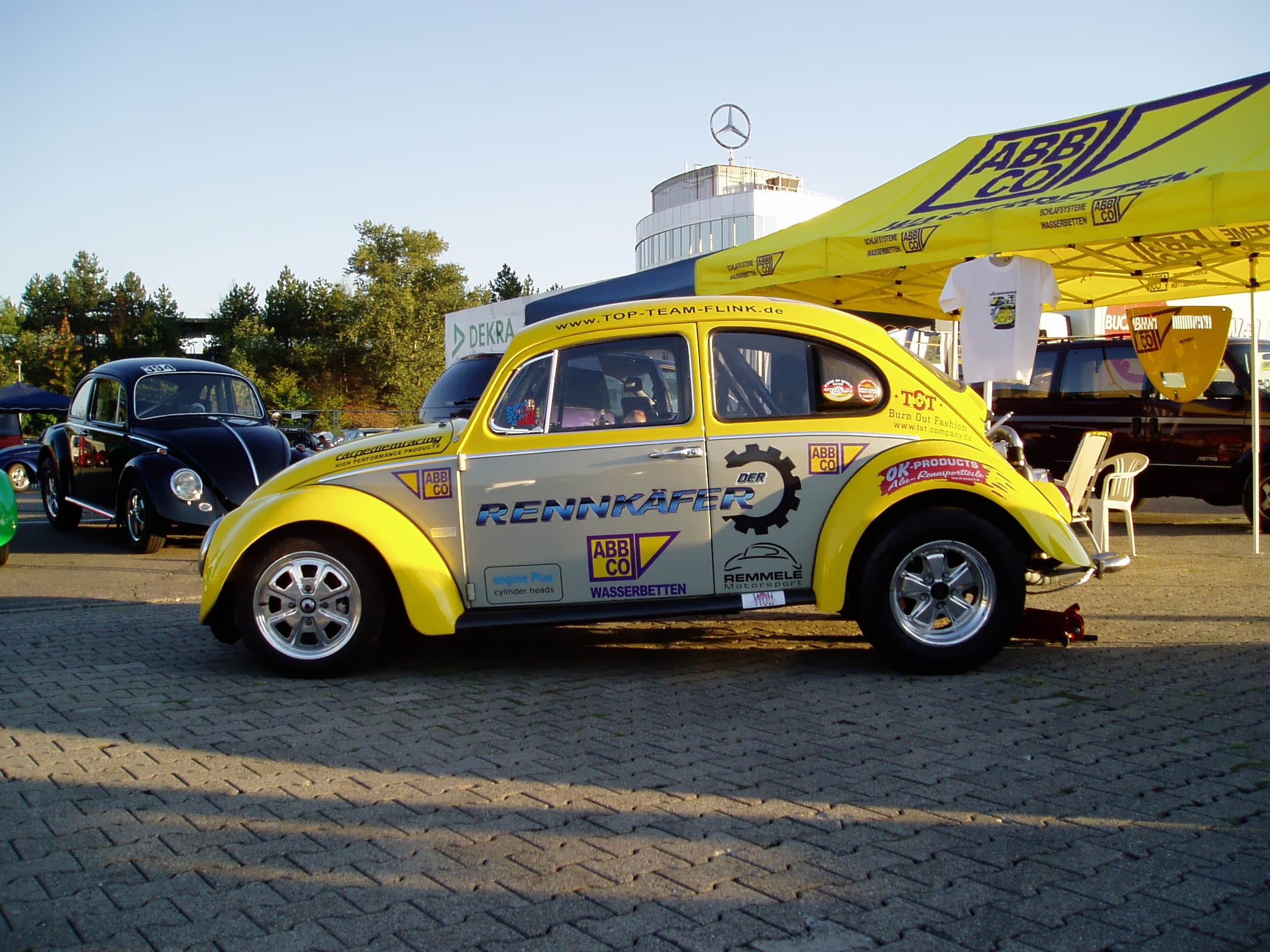
Rennwagen auf Basis eines VW Käfer
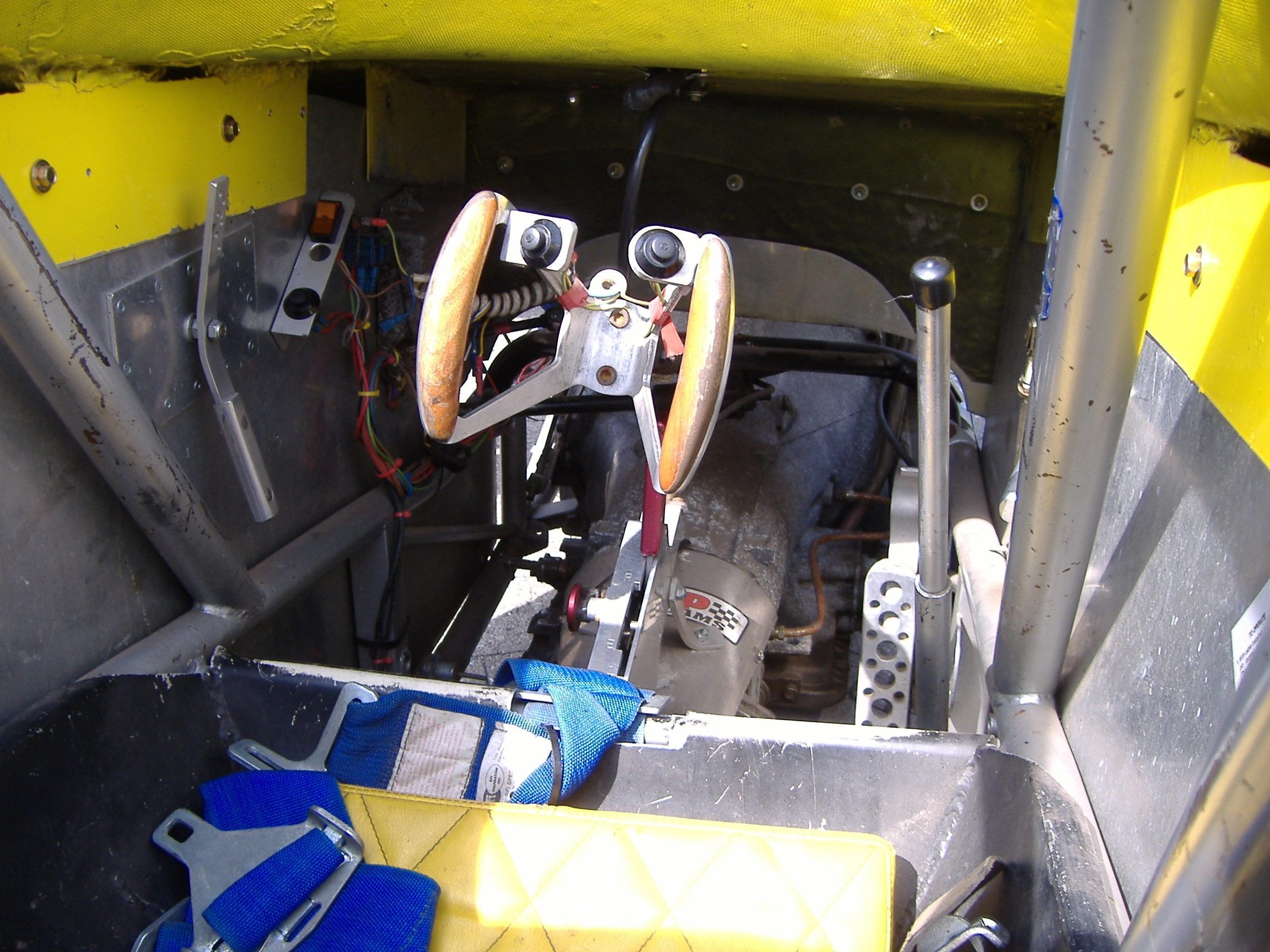
Blick in ein Cockpit
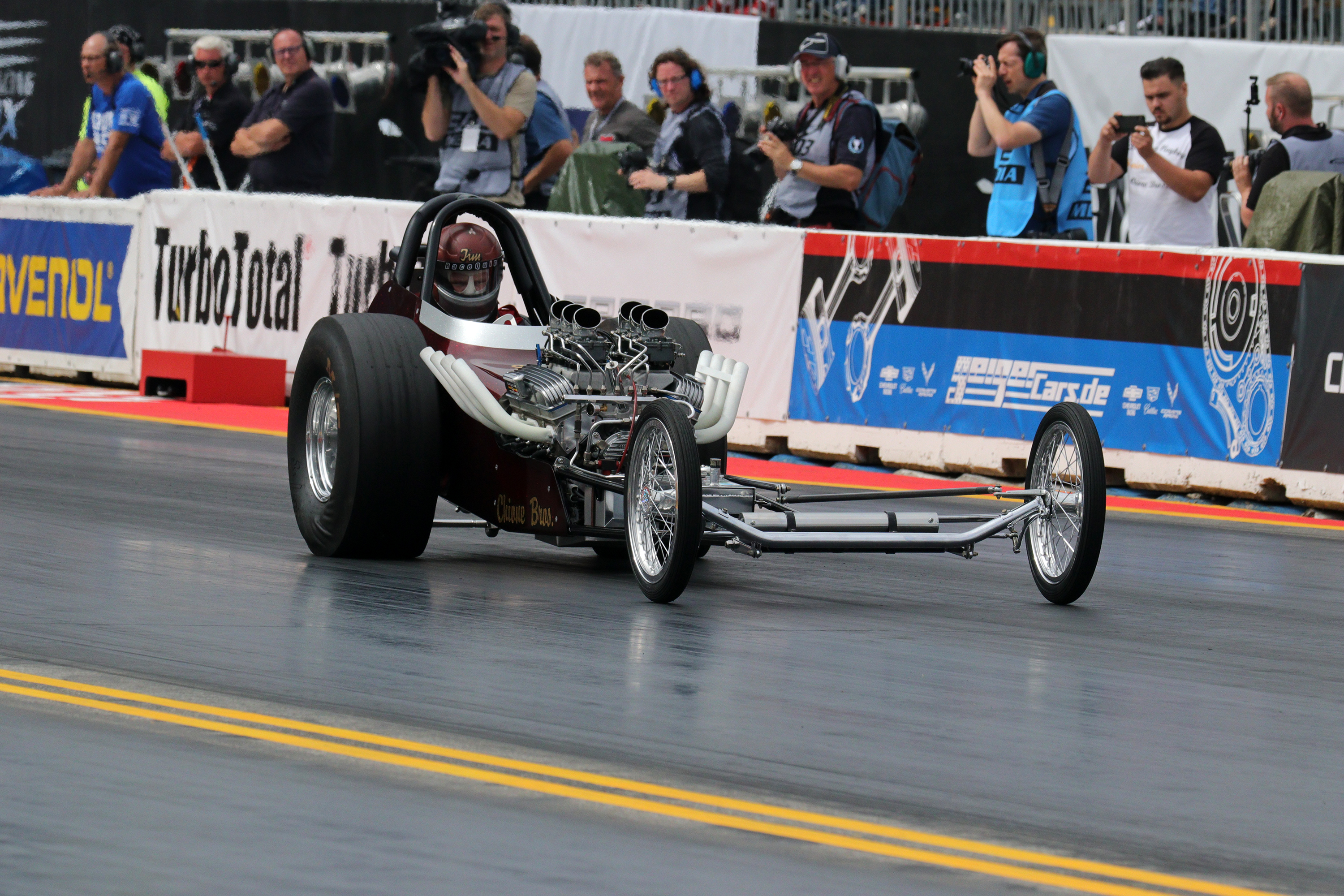
ProET-Dragster in der klassischen Slingshot-Bauweise mit Front Engine.
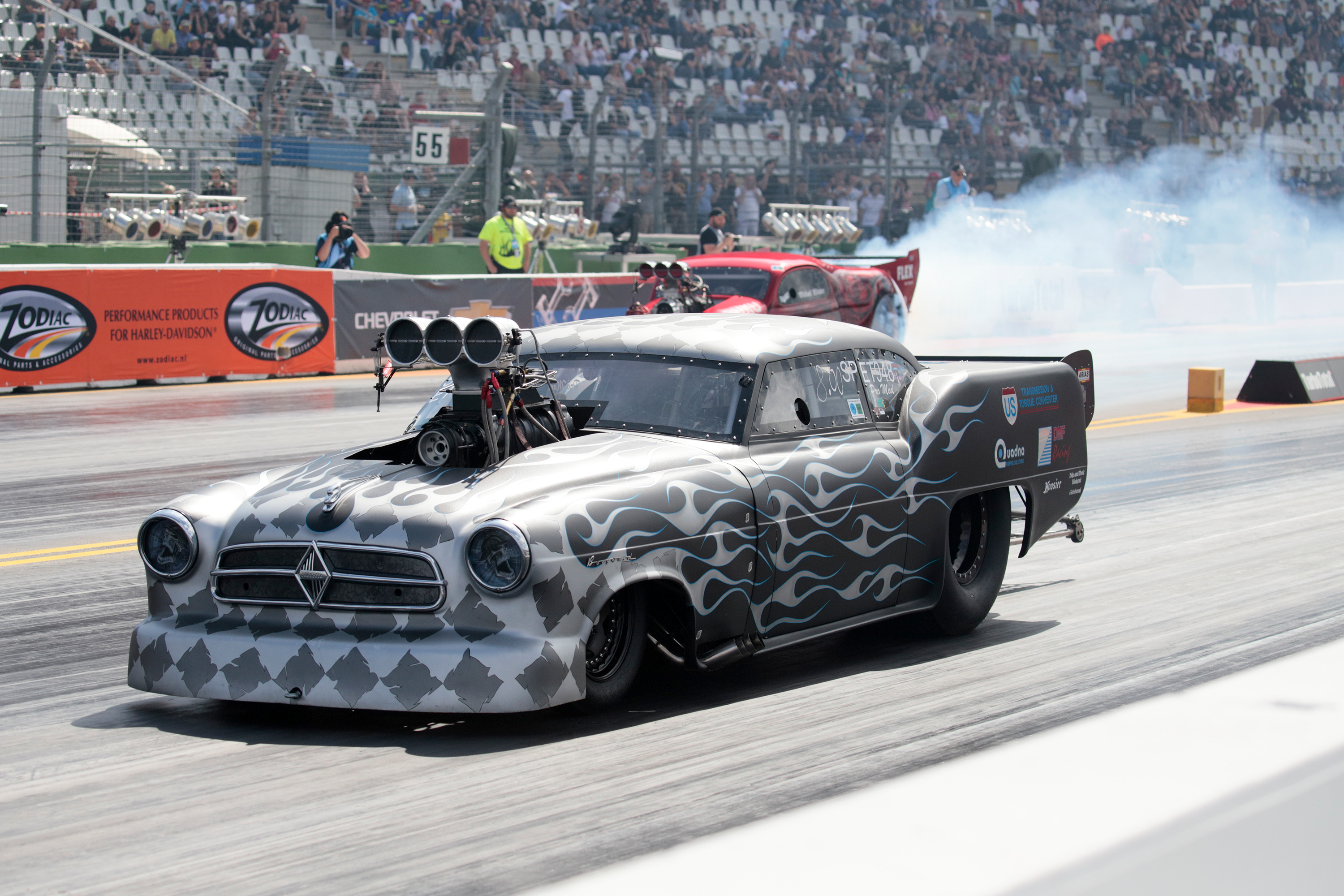
Zwei Dragster der Klasse SPET. Der selbst gewählte Index ist handschriftlich auf dem Seitenfenster zu sehen.
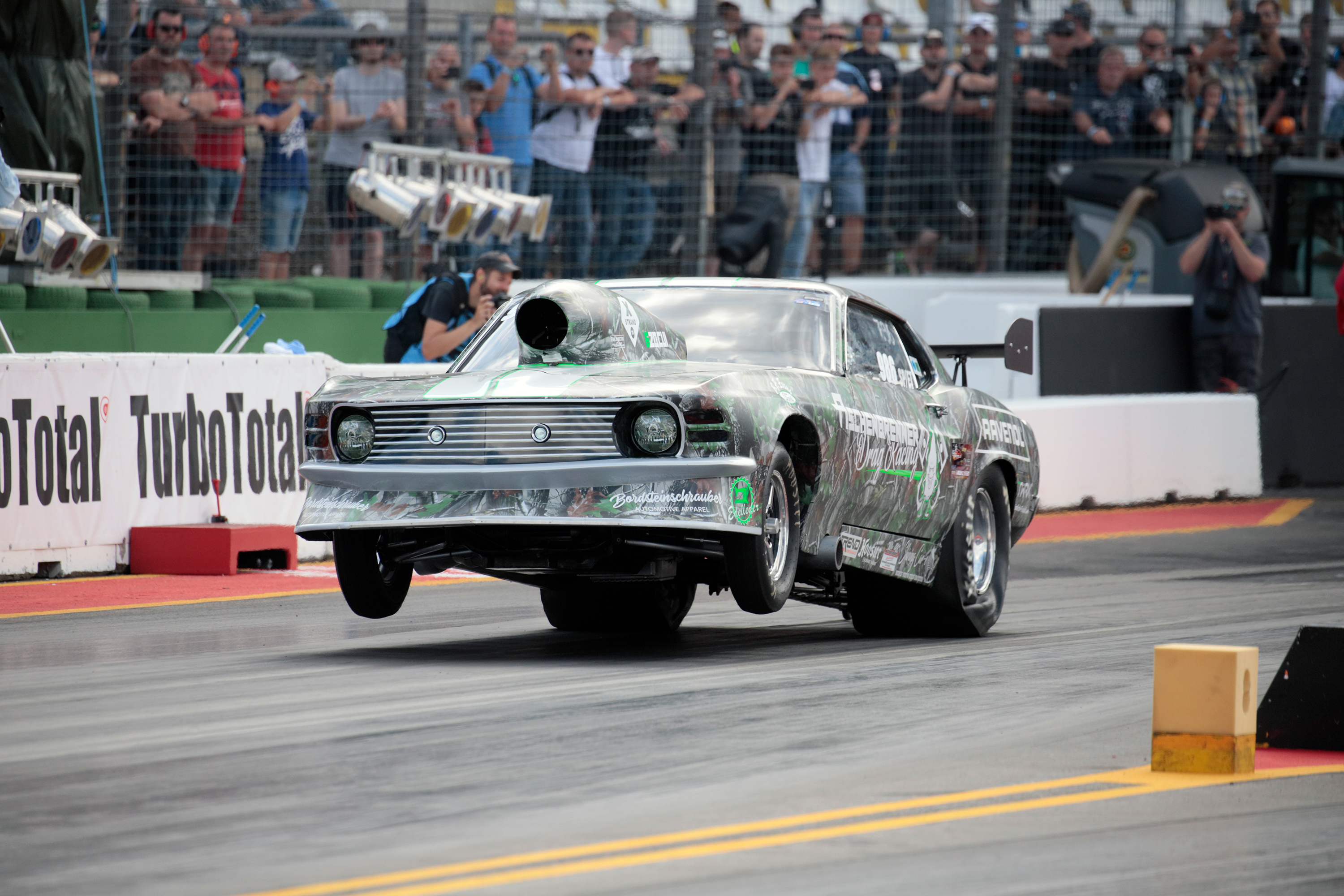
„SPET“ beim Start mit deutlich sichtbarer „Tire Distortion“ am Hinterrad.
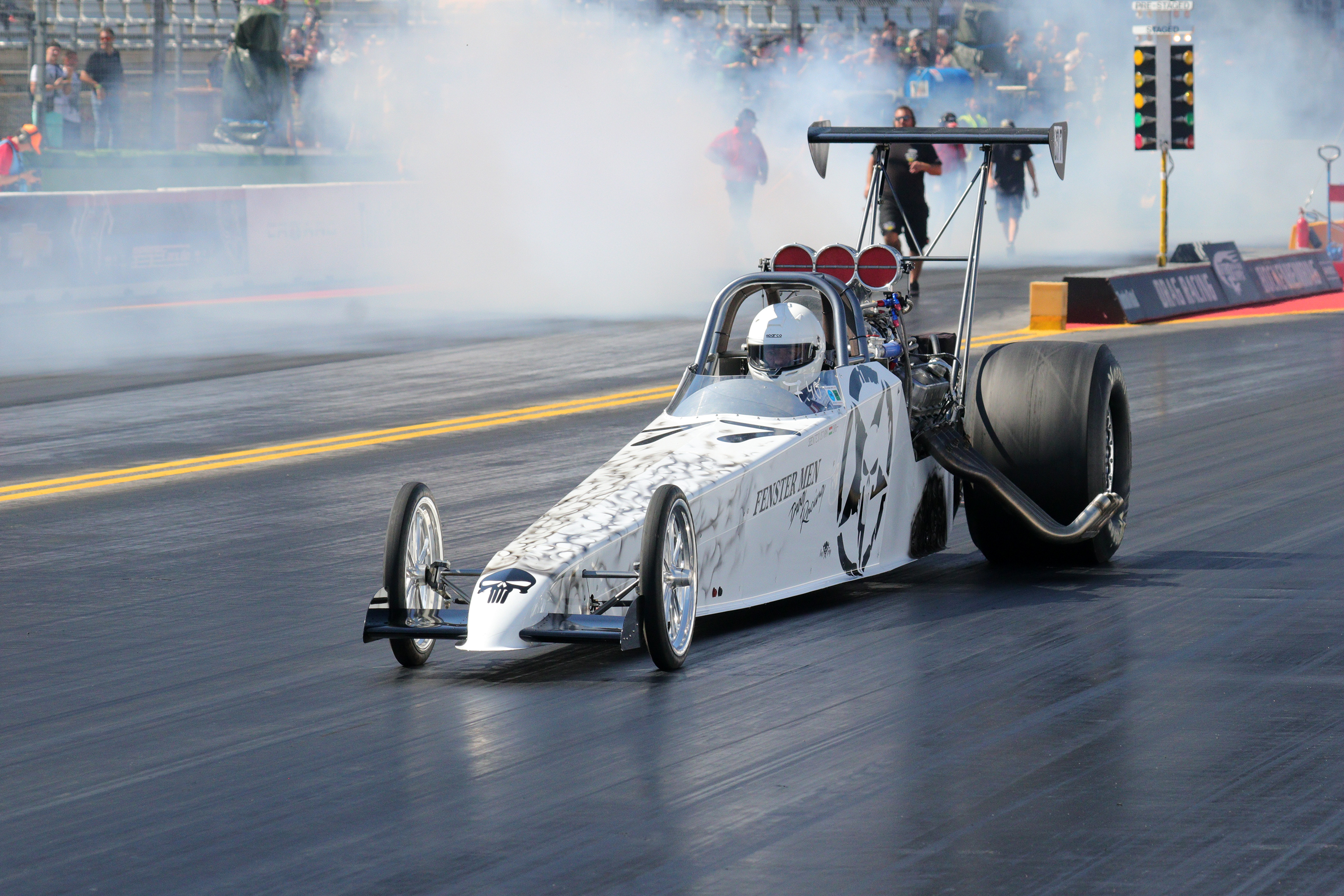
Competition Car (CC) in der Bauart als Dragster. Hier mit Rear Engine.
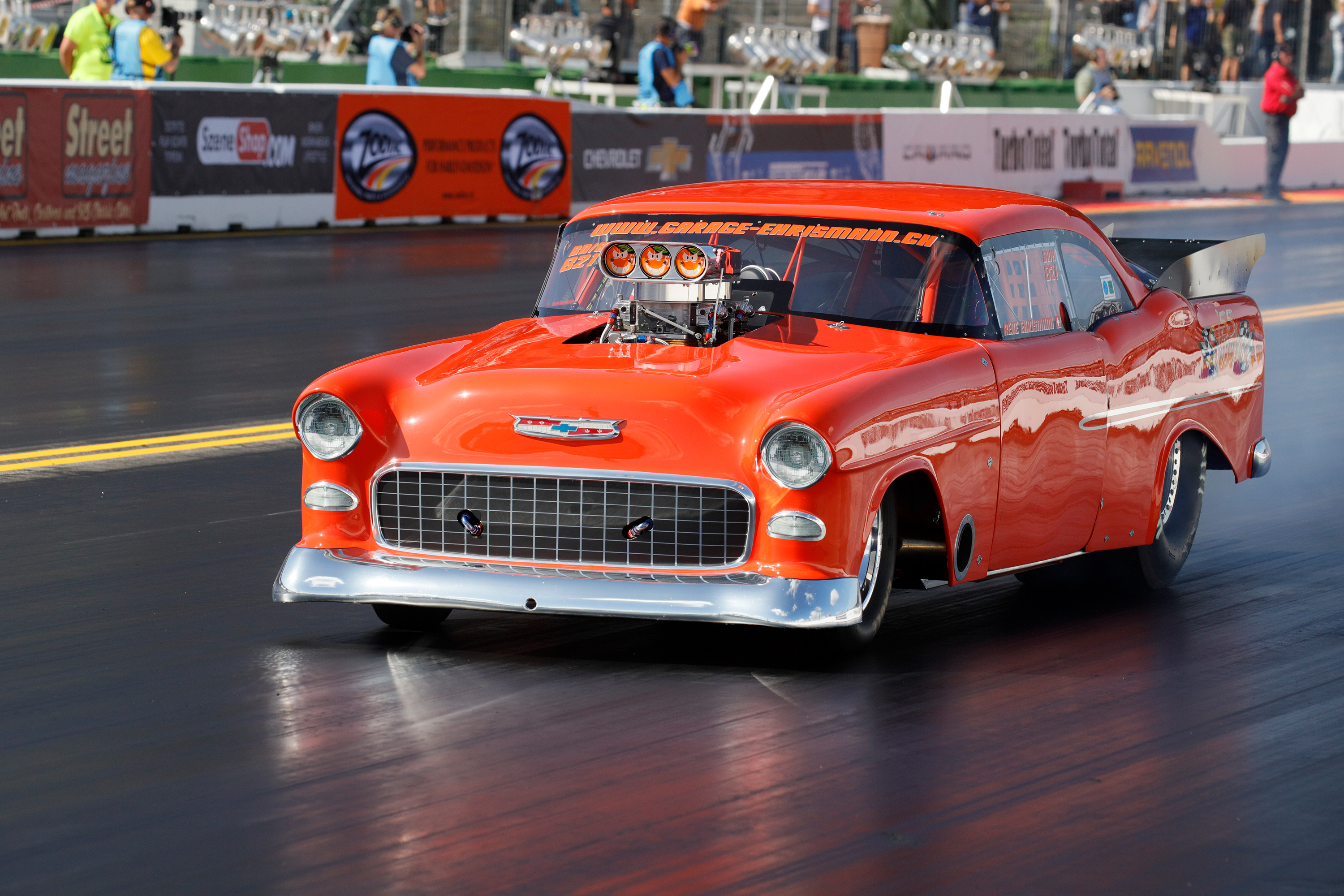
Competition Car, als sog. „Doorslammer“ (geschlossene Karosserie mit funktionierenden Türen).

## Profiklassen

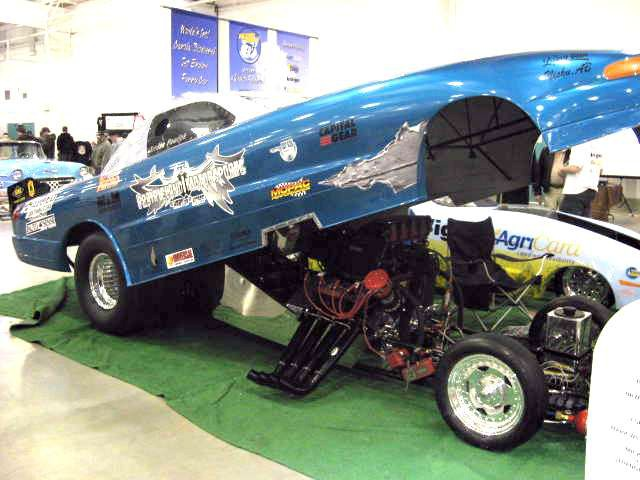
Top Fuel Funny Car

Die Profiklassen der FIA sind folgende:
- Pro Stock
- Pro Modified
- Top Methanol Funny Car
- Top Methanol Dragster
- Top Fuel Funny Car
- Top Fuel Dragster

Die Zeiten für die Viertelmeile reichen von etwa 7 Sekunden bis unter 5 Sekunden. Über die 1000 Feet Top Fuel Distanz werden sogar Zeiten von unter 4 Sekunden erzielt. Insbesondere in den USA ist die Pro Stock-Klasse aufgrund der Ähnlichkeit zu den entsprechenden Serienfahrzeugen und des starken Wettbewerberfeldes bei den Zuschauern sehr beliebt. In Europa dagegen sind Dragster der Pro Stock-Klasse nur in geringer Zahl vertreten, in den meisten Fällen stammen die Teams aus Skandinavien.
Die Dragster der Top Fuel-Klasse erreichen nach dem Start mehr als das Fünffache der Erdbeschleunigung. Sie gehören damit zusammen mit den Jet Dragstern zu den am schnellsten beschleunigenden Fahrzeugen. Formel-1-Rennwagen können bei weitem nicht mit der Beschleunigung von Dragstern mithalten.

## Rennveranstaltungen

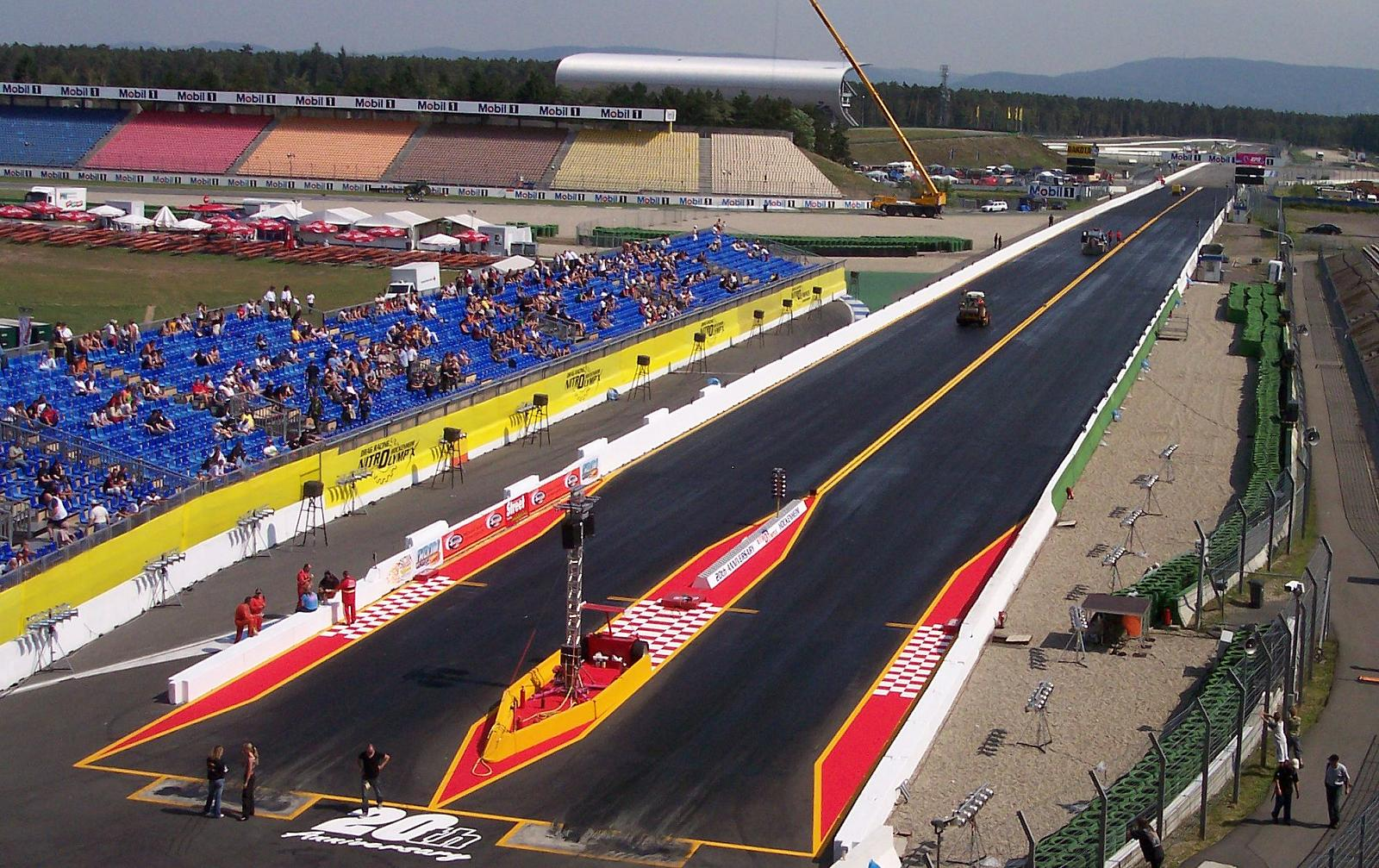
Drag Strip am Hockenheimring

Die Drag Races der professionellen Klassen werden auf speziell präparierten Rennstrecken, den Drag Strips ausgetragen. Diese Rennen unterliegen den strengen Restriktionen der FIA oder der NHRA und fließen teilweise in die Wertung von europäischen Meisterschaften ein. Die Rennen auf dem Santa Pod Raceway im englischen Podington sowie die alljährlich im August stattfindende NitrolympX auf dem Hockenheimring sind die größten Veranstaltungen dieser Art in Europa, und Teil der Dragster-Europameisterschaft. In Skandinavien werden Profirennen in Mantorp in Schweden, Gardermoen in Norwegen sowie Alastaro in Finnland ausgetragen.
Neben den Profiveranstaltungen werden auch diverse Amateurrennen nach den Regeln des DMSB veranstaltet, an denen jedermann teilnehmen kann. In Deutschland finden diese meist auf Flugplätzen statt. Im Rahmen der Nitrolympics auf dem Hockenheimring treten in der Klasse bis 10,90 s Fahrzeuge mit über 1.000 PS an, die im Ziel weit über 200 km/h erreichen. Durch die hohe Motorleistung und die Griffigkeit des Drag Strips kommt es bei den Fahrern immer wieder zu Wheelies, einem Aufsteigen der Vorderräder. Leistungsstarke Serienwagen oder Sportwagen neueren Datums, wie etwa Porsche, sind jedoch fast nie am Start.

## Fahrer und Rekorde
Im Jahre 1950 fuhr Don Garlits, damals Werksfahrer von Chevrolet, erstmals ein rein auf Beschleunigungsrennen ausgelegtes Fahrzeug auf einem eigens angelegten Drag Strip. Garlits, als Konstrukteur und Fahrer der Pionier des Drag Racings schlechthin, durchbrach 1964 auch als erster die 200 mph-Marke (321 km/h). Anfang der 1970er Jahre verlegte er den Motor der schnellsten und gefährlichsten Dragster hinter den Fahrer und entwickelte zudem den feuerfesten Anzug, der alsbald von Rennfahrern weltweit übernommen wurde.
Abgesehen vom Schach und Reiten treten nur im Motorsport Frauen und Männer gegeneinander an. Die Amerikanerin Shirley Muldowney ging als erste Frau bei der NHRA-Meisterschaft an den Start und gewann vier Titel. Sie gilt als die First Lady des Drag Racing. Ihr Leben wurde 1984 verfilmt.
Der zurzeit erfolgreichste Fahrer ist der US-Amerikaner Tony Schumacher, der von der US Army unterstützt wird.
Zu Rekorden siehe: Abschnitt Rekorde in Dragster